# 戴倫·奧迪亞
戴倫·奧迪亞（英語：Darren O'Dea，1987年2月4日—），出生於都柏林，是一名愛爾蘭足球員，司職中堅。他曾經代表愛爾蘭U21和愛爾蘭上陣。
奧迪亞的足球生涯在些路迪展開，他在2006年打入一隊陣容。他曾經先後協助球隊兩次奪得蘇超冠軍，以及蘇格蘭足總盃和蘇格蘭聯賽盃。2009年，他不獲重用，開始被外借至一些英冠球會，分別是雷丁、葉士域治和列斯聯，其後轉戰國外，先後加盟多倫多FC和頓涅茨克冶金工人等球會。

## 球會

### 些路迪
奧迪亞最初效力的是農場家園，後來轉投些路迪青訓。2006年9月，已經代表過預備組和學院出戰的他，在蘇格蘭聯賽盃對聖美倫的賽事中處子上陣。
2006年12月，奧迪亞在對鄧弗姆林的賽事中首次於聯賽正選上陣，四天前他才剛在歐聯對哥本哈根的賽事中入替受傷的史提芬·麥曼奴斯而處子上陣。
12月26日，奧迪亞在對登地聯的賽事中取得處子入球。2007年1月2日，他在對基爾馬諾克的賽事中先開紀錄。
2006/07球季，奧迪亞在些路迪扮演關鍵角色。他上陣超過10次，並獲蘇超冠軍獎牌。他在聖西路球場對AC米蘭的歐聯16強賽事中的表現獲保羅·馬甸尼的讚揚。與此同時，他也讓時任領隊哥頓·史特根留下深刻印象，繼而在2007年3月13日與他續約三年，附加球會可選擇是否自動續約一年的條款。
2009年3月15日，奧迪亞在對老字號競爭對手格拉斯哥流浪的賽事進入加時後頭球建功，其後艾登·麥基迪射入十二碼，鎖定勝局。
2009年9月1日，奧迪亞被外借至英冠球會雷丁，直至2010年1月1日，時任雷丁領隊布蘭登·羅渣士簽入他時，奧迪亞剛與些路迪續約三年。9月12日，他在主場對唐卡士打的平局中處子上陣。他說自己在雷丁過得不錯。然而，他很快發現自己不被重用，其後在1月轉會市場重開是返回些路迪，並獲時任領隊托尼·莫布雷和接任的尼尔·列侬的重用。
2010年1月，奧迪亞在雷丁的借用期結束後返回些路迪，並重奪正選地位，在該月全部五場賽事均正選上陣。在史提芬·麥曼奴斯被外借至米杜士堡和加利·卡達維轉投韋根的情況下，他臨危受命暫任隊長。
2010年8月17日，奧迪亞被外借至由萊·堅尼帶領的葉士域治，為期五個月。隨著萊·堅尼被解僱，奧迪亞不清楚自己能否繼續留效，後來新領隊保罗·朱厄尔將他的借用期延長至球季結束。他在聯賽盃擊敗阿仙奴的賽事結束後獲選為最佳球員。經過與葉士域治談論是否正式加盟後，他決定重返些路迪盡一點力。他也說道借用期結束後，他希望能夠成為些路迪的正選十一人之一，如果球會無法保證，他希望轉投其他球會。
奧迪亞為了爭取愛爾蘭的一席位，因此希望能夠經常踢球。8月1日，他無法打入些路迪在2011/12球季的正選陣容。時任領隊尼尔·列侬認為將他外借至列斯聯，對於希望踢球的他來說再好不過的轉會。8月4日，他正式被外借至列斯聯，直至球季結束。他獲分派他自己常用的48號球衣，其後說自己在13歲時曾經前來試訓。他在揭幕戰以1-3的比分不敵修咸頓的賽事中以左閘的身份處子上陣。後來，由於他被愛爾蘭徵召而無法出戰聯賽盃對巴拉福特的賽事。李·邦比受傷後，奧迪亞在對侯城的賽事中重新擔任最擅長的中堅位置。

## 國家隊
奧迪亞曾經代表愛爾蘭U19和愛爾蘭U21上陣，一年後獲愛爾蘭徵召。
2007年3月3日，奧迪亞獲時任愛爾蘭U21領隊唐·吉文斯徵召，並且擔任隊長。然而在數天後，他獲愛爾蘭隊徵召出戰3月24日和28日的2008年歐洲國家盃外圍賽。
2008年5月13日，奧迪亞獲基奧雲尼·查帕東尼徵召出戰對保加利亞和意大利的賽事。
2009年9月8日，奧迪亞在對南非的友賽中入替保羅·麥沙尼而處子上陣。其後，他也獲徵召出戰對巴拉圭和阿爾及利亞的賽事。其中，在對阿爾及利亞的賽事中，他後備入替受傷的約翰·奧沙，並協球隊以3-0的比分勝出。
2011年8月10日，奧迪亞在對克羅地亞的賽事中第10次代表國家隊上陣。

## 榮譽
些路迪
- 蘇格蘭足球超級聯賽：2006–07、2007–08
- 蘇格蘭聯賽盃：2008–09
- 蘇格蘭足總盃：2007-08

## 私生活
奧迪亞曾經就讀於聖內思學院，他也曾就讀於克隆金學院，並在家鄉球會農場家園在學童級別的賽事中上陣，隊友包括後來成為愛爾蘭U21國腳的欧文·加尔文、谢恩·萨普尔和克里斯·麦肯。2003年，他選擇繼續留效些路迪，拒絕了英超球會阿士東維拉、曼城和利物浦。
2006年，奧迪亞認識梅利莎·張並交往。2010年12月，他們的女兒露西亞·伊莎貝拉·奧迪亞出世，他們在2011年6月於洛蒙德湖儲水庫舉行婚禮。

## 外部連結
- （英文）足球数据库：戴倫·奧迪亞的球员统计数据
- （英文）Darren O'Dea profile Celtic FC